# نويل تيرنبول
نويل تيرنبول (بالإنجليزية: Noel Turnbull)‏ الولادة 20 ديسمبر 1890 – الوفاة 17 ديسمبر 1970، كان لاعب كرة مضرب بريطاني. سبق أن شارك في دورة الألعاب الأولمبية الصيفية سنة 1920 وأحرز الميدالية الذهبية.

## الميداليات
| الميدالية | المسابقة                       |
| --------- | ------------------------------ |
| ذهبية     | الألعاب الأولمبية الصيفية 1920 |

## روابط خارجية
- نويل تيرنبول على موقع رابطة محترفي التنس (الإنجليزية)
- نويل تيرنبول على موقع الاتحاد الدولي لكرة المضرب (الإنجليزية)
- نويل تيرنبول على موقع كأس ديفيز (الإنجليزية)
- نويل تيرنبول على موقع خلاصة التنس.كوم (الإنجليزية)
- نويل تيرنبول على موقع اللجنة الأولمبية الدولية (الإنجليزية)
- نويل تيرنبول على موقع أوليمبيديا (الإنجليزية)
- نويل تيرنبول على موقع اللجنة الأولمبية البريطانية (الإنجليزية)